# 玉泉杨
玉泉杨（学名：Populus nakaii）为杨柳科杨属的植物，为中国的特有植物。分布于中国大陆的黑龙江、河北等地，生长于海拔1,200米至1,700米的地区，目前尚未由人工引种栽培。